# Newburgh (Aberdeenshire)
Newburgh ist ein Küstendorf in Aberdeenshire, Schottland. Der Ort geht auf das Jahr 1261 zurück, als Lord Sinclair in der Gegend eine Kapelle errichten wollte. Ursprünglich als Schule gebaut, wurde etwas später die Kapelle Holy Rood errichtet.

## Geographie
Newburgh liegt an der Mündung des Ythan und in der Nähe der Sands of Forvie. Das Gebiet gehört zur Forvie National Nature Reserve.
Am Nordufer der Mündung des Ythan haben sich Kolonien von mehreren Arten von Seeschwalben angesiedelt. Sie machen einen bedeutenden Prozentsatz der brütenden Seeschwalbenpaare im Vereinigten Königreich aus. Im Sommer können Seeschwalben bei der Fütterung in ihren charakteristischen Tauchmustern etwa 600 bis 900 Meter landeinwärts von der Mündung beobachtet werden. Ganz in der Nähe und im Norden befindet sich das Forvie Nature Reserve, wo es die größte Eiderentenkolonie der Welt geben soll. Neben dem Strand befindet sich ein Achtzehn-Loch-Golfplatz mit seinem vogelförmigen Clubhaus und dem Restaurant Udny Arms.

## Geschichte

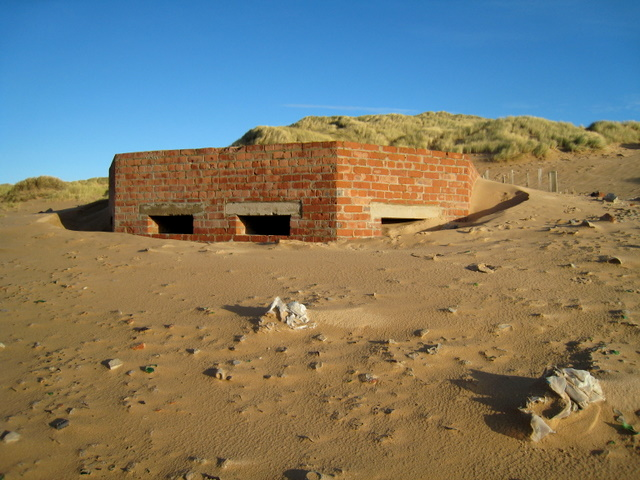
Bunker bei Newburgh

Im 19. Jahrhundert war Newburgh ein wichtiger Seehafen für die nahe gelegene Stadt Ellon. Klipper segelten von hier aus zu Zielen in der ganzen Welt, um Tee und andere Ladungen zu transportieren, und Kohlenkähne fuhren die Ostküste hinauf, um am Kai zu entladen. Einige der wohlhabenderen Klipper-Seekapitäne bauten Häuser im Dorf und benannten sie nach ihren häufigsten Anlaufhäfen. Daher gibt es im Ort mehrere imposante Anwesen, wie das Shanghai-Haus, das Santa-Cruz-Haus und das Sydney-Haus.
Newburgh wurde im Zweiten Weltkrieg Opfer von Bombenangriffen. Gleich hinter dem östlichen Ende der Ythan-Brücke befindet sich ein Bombenkrater auf dem Damm neben der Cruden Bay Road, den ein angreifendes deutsches Flugzeug hinterlassen hat. Andere Bomben fielen neben einer Mühle im Süden des Dorfes (12. Januar 1942) und mehrere fielen bei einem Angriff auf Gebäude am Kai in die Flussmündung.
Ein Bunker befand sich an der Ythan-Brücke; obwohl diese Brücke abgerissen wurde, blieb der Bunker erhalten.

## Bunker und Anti-Invasionsmasten
Wegen der Gefahr der Invasion durch die in Norwegen stationierten deutschen Einheiten wurden eine Reihe von Bunkeranlagen sowie Stacheldraht, Panzersperren und Gerüstpfähle (die fast bis Aberdeen entlang der Küste verliefen) installiert.
Auch Landminen wurden in den Gebieten zwischen der Mündung von Newburgh und Aberdeen verlegt, im Dezember 2012 wurde eine Landmine in den Dünen gefunden. Es ist unklar, wie sie dorthin kam, da die aufgeführten Minenfelder bei Forvie und Menie lagen. Es ist bekannt, dass Minen durch Strömungen an der Küste entlang geschleppt werden.